# Геллерштейн, Соломон Григорьевич
Соломо́н Григо́рьевич Геллерште́йн (2 ноября 1896, Екатеринослав — 14 октября 1967) — советский учёный, доктор биологических наук, профессор, один из основателей советской психологии и психофизиологии труда, авиационной психологии, участник психотехнического движения.

## Биография
Родился в г. Екатеринославе, сын владельца сталелитейного завода. Вскоре после его рождения семья из-за финансовых трудностей перебралась в США. Сестра и мать остались в Нью-Йорке, а Соломон и его старший брат  через несколько лет вернулись в Россию.
Образование: окончил Харьковское коммерческое училище Императора Александра III (1915), несколько курсов Харьковского технологического института, Высшие научно-педагогические курсы при 2-м МГУ (1924).
- 1923-1925 инженер Лаборатории промышленной психотехники НК труда СССР,
- 1925-1935 научный сотрудник, с 1929 зав. лабораторией психологии труда Московского института охраны труда НКТ СССР, одновременно работал в Институте психологии, преподавал психологию на педагогическом факультете 2-го МГУ.
- 1931-1934 заведующий кафедрой психотехники Ленинградского педагогического института им. А. И. Герцена.
- 1934-1937 г. консультант Центральной психофизиологической лаборатории ГВФ, начальник психофизиологического отдела Института авиационной медицины Красной Армии.
- 1943-1949 преподаватель на кафедре авиационной медицины военного факультета Центрального института Усовершенствования врачей.

Доктор биологических наук (1945), профессор (1947).
В 1949 г. уволен из института в результате борьбы с космополитизмом.